# دراگان لوکوفسکی
دراگان لوکوفسکی (انگلیسی: Dragan Lukovski؛ زادهٔ ۲۱ آوریل ۱۹۷۵) بازیکن بسکتبال اهل صربستان بود.
وی در مسابقات کشوری و بین‌المللی در مجموع برندهٔ ۱ مدال طلا، ۳ مدال برنز شده‌است.